# Тъжни тропици
„Тъжни тропици“ (на френски: Tristes Tropiques) е книга на френския антрополог Клод Леви-Строс, издадена през 1955 година.
Под формата на пътеписни спомени за теренните изследвания на автора, главно в Бразилия, но също и на други места, като Антилските острови и Южна Азия, тя разглежда в есеистична форма и по-общи въпроси на антропологията и философията. След издаването си книгата придобива широка известност и през следващите десетилетия оказва силно въздействие върху развитието на антропологията, поставяйки Леви-Строс в центъра на течението на структурализма и структурната антропология, и изиграва важна роля за популяризирането на тази наука сред по-широки кръгове.
„Тъжни тропици“ е издадена на български език през 1997 година в превод на Галина Меламед и е преиздадена през 2008 година.